# میکله اسکارتتزیی
میکله اسکارتتزیی (ایتالیایی: Michele Scartezzini؛ زادهٔ ۱۰ ژانویهٔ ۱۹۹۲) دوچرخه‌سوار اهل ایتالیا است.
وی در مسابقات کشوری و بین‌المللی در مجموع برندهٔ ۲ مدال نقره، ۱ مدال برنز شده‌است.